# Безбожка тумба
Безбо̀жка ту̀мба е гранитен връх в Северен Пирин, разположен на североизток от връх Безбог. Висок е 2260 метра.
Безбожка тумба е със заоблена форма и с полегати склонове. Източните му склонове се спускат към долината на Безбожката река, а северозападните – към долината на река Дисилица. Върхът има планинско-ливадни почви, като по билото му расте клек, а по склоновете се среща бяла мура. Безбожкото езеро и хижа „Безбог“ са разположени в южното подножие на върха.